# Gornji Dabar
Gornji Dabar (en serbe cyrillique : Горњи Дабар) est un village de Bosnie-Herzégovine. Il est situé dans la municipalité de Sanski Most, dans le canton d'Una-Sana et dans la fédération de Bosnie-et-Herzégovine. Selon les premiers résultats du recensement bosnien de 2013, il compte 53 habitants.

## Géographie
Sur le territoire du village se trouvent la source de la rivière Dabar et la grotte de Dabar, qui sont inscrites sur la liste des monuments naturels géo-morphologiques de Bosnie-Herzégovine.

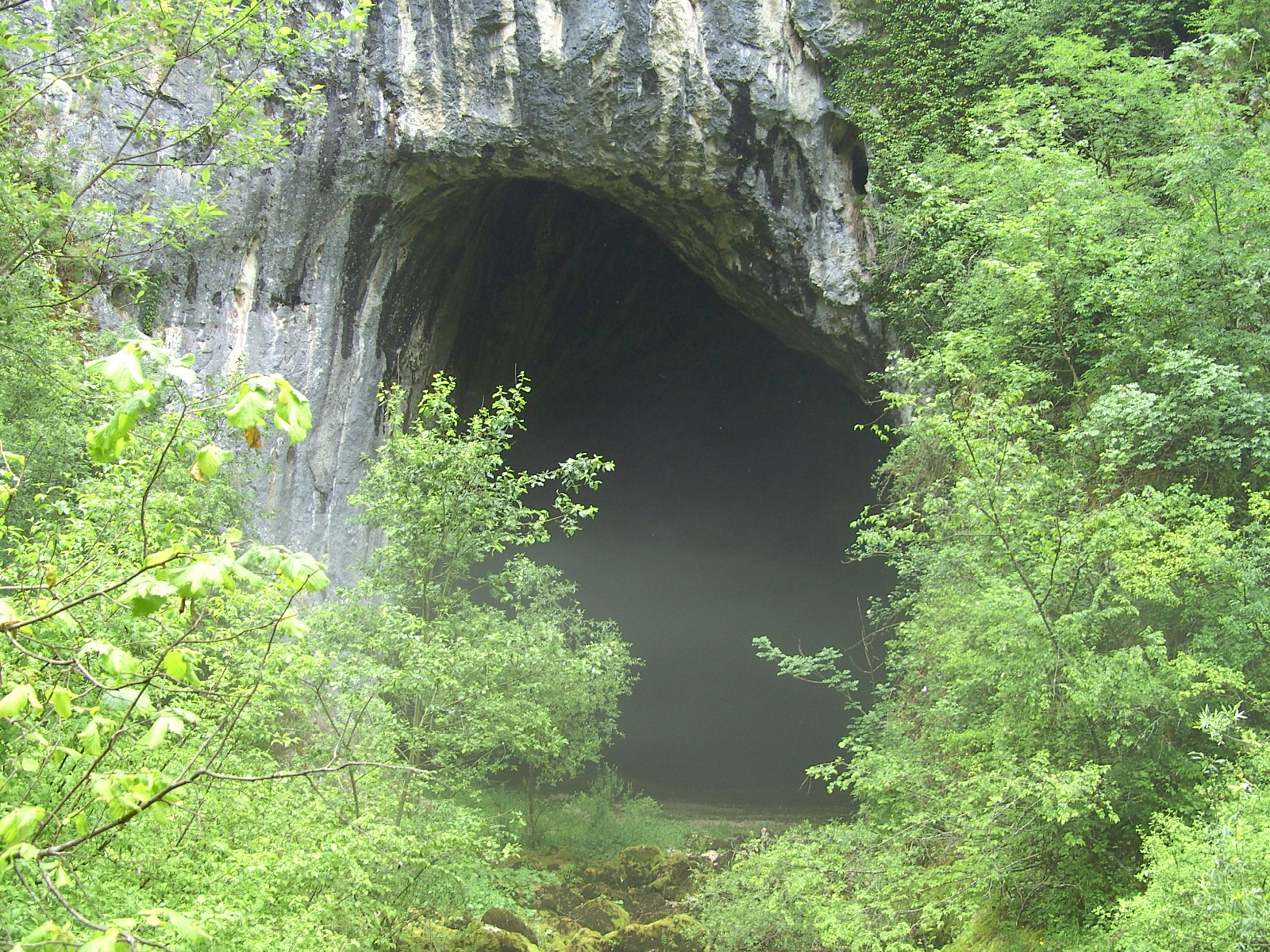
La grotte de Dabar

## Démographie

### Évolution historique de la population dans la localité
| 1948 | 1953 | 1961  | 1971 | 1981 | 1991 | 2013 |
| ---- | ---- | ----- | ---- | ---- | ---- | ---- |
| -    | -    | 1 091 | 988  | 779  | 569  | 53   |

|  |

### Communauté locale
En 1991, Gornji Dabar faisait partie de la communauté locale de Dabar qui comptait 1 633 habitants, répartis de la manière suivante :